# Saving the Titanic
Saving The Titanic, (em alemão Die Helden der Titanic) é um docudrama alemão-irlandês de 2012 dirigido por Maurice Sweeney e escrito por Colin Herber-Percy e Lyall Watson. Ao contrário da maioria dos filme e séries que retratam os passageiros e tripulação do navio,  Saving the Titanic se foca na equipe dos motores e das caldeiras que manteve as fornalhas e geradores funcionando enquanto o  RMS Titanic naufragava, ajudando na sobrevivência dos outros passageiros.
"Baseado em relatos de testemunhas oculares, esta é a estória de nove homens da equipe de motores que lutaram corajosamente para manter a energia e sistemas de força funcionando, mesmo quando souberam que todos estavam perdidos. A tripulação dos motores consistia de foguistas e carvoeiros, que jogavam carvão nas 29 caldeiras do navio que alimentaram suas duas maciças máquinas a vapor, e engenheiros que se certificaram de que os motores e outros equipamentos mecânicos funcionavam sem problemas. Um memorial para comemorar sua bravura foi erguido em Liverpool, Inglaterra e inaugurado em 1916." 